# 云南斯科蛛
云南斯科蛛（学名：Scotophaeus yunanensis）为平腹蛛科斯科蛛属的动物。在中国大陆，分布于云南等地。该物种的模式产地在云南。